# Escalante (Utah)
Escalante – miasto w Stanach Zjednoczonych, w stanie Utah, w hrabstwie Garfield.